# Epitaph für Johann Jakob Rottweiler

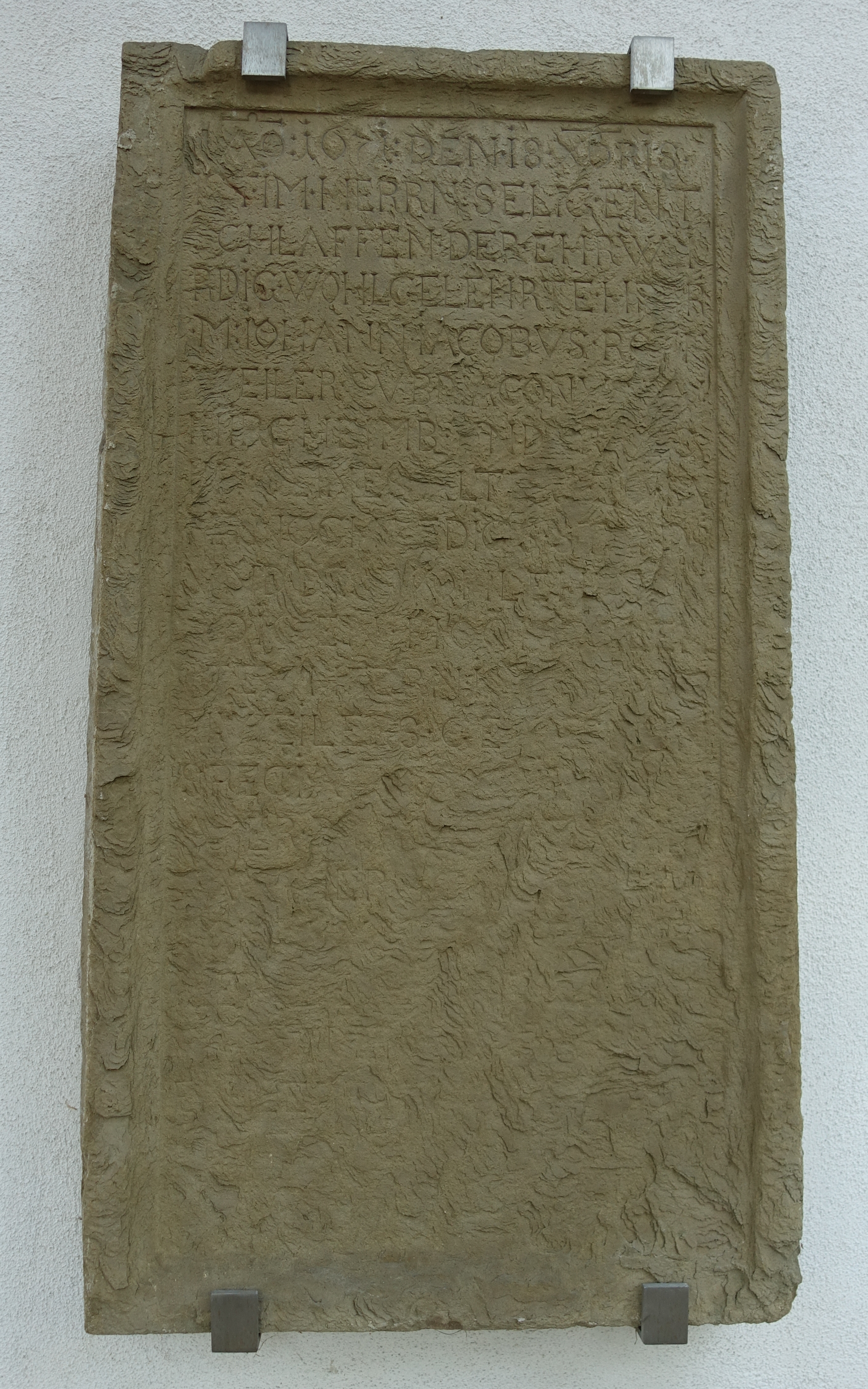
Epitaph für Johann Jakob Rottweiler

Das Epitaph für Johann Jakob Rottweiler ist eines von 14 Epitaphen der Uffkirche in Stuttgart-Bad Cannstatt. Das Außenepitaph ist dem Magister Johann Jakob Rottweiler († 1671) gewidmet. Das Epitaph besteht in einer einfachen Inschriftentafel.

## Beschreibung
Das Wandepitaph ist an der Südwand der Kirche angebracht. Es ist eine einfache Steintafel mit einer Gedenkinschrift für den Cannstatter Magister Johann Jakob Rottweiler († 1671), die von einem profilierten Rahmen eingerahmt wird. 

## Inschrift
- Zu 2/3 verwitterte Gedenkinschrift für den Cannstatter Magister Johann Jakob Rottweiler († 1671):

| Anno 1671 den 18. Decembris […] im Herrn selig entschlaffen der ehrwürdig wohlgelehrte Herr M[agister] Iohann Iacobus Rottweiler […] |